# 53-as busz (Tatabánya)
A tatabányai 53-as jelzésű autóbusz a Végállomás és a Henkel Kft. között közlekedik. A vonalat a T-Busz Tatabányai Közlekedési Kft. üzemelteti.

## Története
Az új buszvonalat 2018. január 1-jén indította el Tatabánya új közlekedési társasága, a T-Busz Kft.

## Útvonala
| Henkel Kft. felé | Végállomás felé |
| --- | --- |
| Végállomás – Kormos út – Táncsics Mihály út – Mártírok útja – Fő tér – Komáromi utca – Töhötöm vezér utca – Győri út – Rákóczi Ferenc út (– Lapatári út – Gerecse utca – Hadsereg utca – Építők útja – Kertváros, végállomás – Építők útja – Hadsereg utca – Szent György utca – Szőlődomb utca) – Búzavirág utca – Orgona út – Üveggyár utca – Henkel Kft. | Henkel Kft. – Üveggyár utca – Orgona út – Búzavirág utca (– Szőlődomb utca – Szent György utca – Hadsereg utca – Építők útja – Kertváros, végállomás – Építők útja – Hadsereg utca – Gerecse utca – Lapatári út) – Rákóczi Ferenc út – Huba vezér utca – Komáromi utca – Fő tér – Mártírok útja – Táncsics Mihály út – Kormos út – Végállomás |

## Megállóhelyei
| 0  | 0  | Végállomás végállomás        | 30 | 32 | 52, 52I, 53B, 53I, 57, 59, 59B, 59I                                              |
| 2  | 2  | Autópálya elágazás           | 29 | 31 | 3, 3G, 3L, 10, 18, 52, 52I, 53I                                                  |
| 4  | 4  | Táncsics Mihály út           | 27 | 29 | 3, 3G, 3L, 10, 18, 52, 52I, 53I                                                  |
| 6  | 5  | József Attila Művelődési Ház | 26 | 28 | 3, 3A, 3G, 3L, 10, 52, 52I, 53I, 70                                              |
| 8  | 7  | Ifjúság út                   | 24 | 26 | 2, 3, 3A, 3G, 3L, 6, 9, 9D, 10, 16, 38, 38G, 52, 52I, 53B, 57, 59B, 59I, 70 8443 |
| 9  | 8  | Mártírok útja                | 23 | 25 | 2, 3, 3A, 3G, 3L, 6, 9, 9D, 10, 16, 38, 38G, 53B, 57, 59B, 59I, 70 8443          |
| 11 | 9  | Fő tér                       | 22 | 24 | 2, 3, 3A, 3G, 3L, 6, 9, 9D, 10, 16, 38, 38G, 53B, 57, 59B, 59I, 70 8443          |
| 12 | 10 | Ond vezér utca               | 21 | 23 | 2, 3, 3A, 3G, 3L, 38, 38G, 53B, 53I, 57                                          |
| 13 | 11 | Lehel tér                    | 20 | 22 | 2, 3, 3A, 3G, 3L, 38, 38G, 53B, 53I, 57                                          |
| 14 | 12 | Töhötöm vezér utca           | 18 | 20 | 2, 3, 3A, 3G, 3L, 5P, 10, 11, 15, 38, 38G, 53B, 53I, 57 8400, 8401, 8462         |
| ∫  | 14 | Lapatári utca                | ∫  | ∫  | 3, 3A, 3G, 3L, 8, 8L, 8S, 10, 18, 38, 38G, 52, 52I, 53B, 53I, 59B                |
| ∫  | 17 | Kertváros, végállomás        | ∫  | 16 | 3, 3A, 3G, 3L, 4, 4E, 8, 8L, 8S, 9, 9D, 10, 18, 38, 38G, 52, 53B, 54             |
| ∫  | 18 | Kölcsey Ferenc utca          | ∫  | 15 | 3, 3A, 3G, 3L, 4, 4E, 8, 8L, 8S, 9, 9D, 10, 18, 38, 38G, 52, 53B, 54             |
| ∫  | 19 | Bányász Művelődési Ház       | ∫  | 14 | 3, 3A, 3G, 3L, 4, 4E, 8, 8L, 8S, 9, 9D, 10, 18, 38, 38G, 52, 53B, 54             |
| ∫  | 20 | Gerecse utca                 | ∫  | 13 | 3, 3A, 3G, 3L, 4, 4E, 8, 8L, 8S, 9, 9D, 10, 18, 38, 38G, 52, 53B, 54             |
| ∫  | 22 | Kertvárosi lakótelep         | ∫  | 11 | 3G, 3L, 4, 4E, 8L, 9, 9D, 10, 18, 38, 38G, 52I, 53B, 53I, 54, 59B                |
| ∫  | 23 | Szőlődomb utca               | ∫  | 10 | 4, 4E, 9, 9D, 52I, 53B, 53I, 54, 59B                                             |
| ∫  | 24 | Szőlődomb utca, alsó         | ∫  | 9  | 4, 4E, 9, 9D, 52I, 53B, 53I, 54, 59B                                             |
| 20 | ∫  | Búzavirág utca               | 11 | ∫  | 4, 4E, 9, 9D, 50, 51, 51B, 55, 57, 59, 59I 8402, 8403                            |
| 22 | 26 | Otto Fuchs                   | 9  | 7  | 50, 51, 51B, 52I, 53B, 53I, 54, 55, 57, 59, 59B, 59I 8402, 8403                  |
| 24 | 27 | Coloplast                    | 7  | 6  | 50, 51, 51B, 52I, 53B, 53I, 54, 55, 57, 59, 59B, 59I 8402, 8403                  |
| 26 | 28 | Lotte - Samsung              | 5  | 5  | 50, 51, 51B, 52I, 53B, 53I, 54, 55, 57, 59, 59B, 59I 8402, 8403                  |
| 28 | 30 | AGC Üveggyár                 | 3  | 3  | 50, 51, 51B, 52I, 53B, 53I, 54, 55, 57, 59, 59B, 59I 8402, 8403                  |
| 30 | 32 | BD Hungary                   | 1  | 1  | 50, 51, 51B, 52I, 53B, 53I, 54, 55, 57, 59, 59B, 59I 8402, 8403                  |
| 31 | 33 | Henkel Kft. végállomás       | 0  | 0  | 50, 51, 51B, 52I, 53B, 53I, 54, 55, 57, 59, 59B, 59I 8402, 8403                  |